# Małgorzata badeńska
Małgorzata Badeńska (Margarette von Baden) (ur. 1431, zm. 24 października 1457 w Ansbachu) – księżniczka badeńska, córka Jakuba I i Katarzyny Lotaryńskiej, żona Albrechta Achillesa, matka Jana Cicerona.